# گلدستون (اورگن)
گلدستون (به انگلیسی: Gladstone) شهری در شهرستان کلکمس ایالت اورگن است و در سرشماری سال ۲۰۱۱ میلادی، ۱۱٬۴۹۷ نفر جمعیت داشته که نسبت به سال ۲۰۱۰، −۰٫۰۲ درصد رشد جمعیت داشته‌است.

## موقعیت جغرافیایی
موقعیت جغرافیایی شهرها و مناطق اطراف به شرح زیر است: